# Moreca
Moreca es la ciudad citada por Ptolomeo como la más meridional de las ciudades de Cantabria (época romana). Tal mención la realiza en su obra Geografía. Para Moreca da las siguientes coordenadas: 11 45-43 50.
En el siglo XX el historiador Claudio Sánchez-Albornoz desecha la longitud por razones obvias y mantiene para Moreca la latitud: 43° 50'. Pero esas coordenadas no han permitido localizarla. Por tanto el emplazamiento de Moreca es desconocido.

## Topónimo
Moreca ha sido el topónimo utilizado desde que se conoció en el Renacimiento que Ptolomeo había citado tal ciudad. Moreca  fue el único topónimo para designar tal ciudad en el siglo XVI, XVII, XVIII, XIX y hasta mitad del siglo XX. 
En la actualidad se sigue utilizando tal nombre.
Otros autores han variado tal denominación originando un cultismo propio de eruditos.

## Hipótesis de posible emplazamiento
Diversos investigadores han considerado correcta la afirmación de que era la más meridional de las ciudades de la Cantabria romana. Se barajan varias opciones para el emplazamiento de esta ciudad.
La hipótesis más común la ubica en Castromorca (Burgos) al sur de Amaya, atendiendo a la etimología de tal topónimo. Castromorca es un pueblo en el llano. A muy poca distancia hay un cerro plano en su cumbre, muy propicio para albergar algún tipo de asentamiento. Pero Luciano Huidobro Serna afirma en 1.959: 

“Hoy, después de las exploraciones que practiqué en lo alto del cerro de Castromorca, muy a propósito para establecer allí una ciudad, puede asegurarse que se trata de un terreno virgen cubierto de pastos que acababan entonces de roturar, donde no se encuentra ni la más leve huella de una ciudad, ni aun de un castro fijo y que Moreca no tuvo en ninguno de los términos su asiento.”

Las similitudes fonéticas son evidentes entre Moreca y Morca. Su diferencia es una “e”.  Falta en Morca que bien puede interpretarse como un elipsis, una síncopa fonética bastante común y muy normal en la evolución de las palabras.
El término “castro-“ ejerce el mismo papel que “villa-“, “quintana-“ como prefijo para denominar pueblos surgidos en la Edad Media.  “Castro” es un término muy utilizado en toda esta comarca para aludir a antiguos poblados ya desaparecidos. Los ejemplos son numerosos.
Muy probablemente en Castromorca no estuviera Moreca  pues las características geográficas no responden a las de los castros de esa comarca, ubicados en alturas, espolones rocosos, zonas estratégicas para su mejor defensa. Puede que el pueblo actual Castromorca tomara el topónimo de tal ciudad; topónimo que pudo haber perdurar aunque ya hubiera desaparecido la ciudad. Para ser citada por Ptolomeo implica que Moreca tenía importancia no sólo entre los cántabros. Cuando la ciudad desapareció tal importancia pudo conservarse en el consciente colectivo y dar ese nombre a un pueblo de la repoblación ya en la Alta Edad Media.
Luciano Huidobro Serna señala otra posible ubicación de Moreca: 

“Hay que buscar el emplazamiento de Moreca, hacia Sedano, donde abundan los morcueros, palabra que no tiene correspondencia en el latín y designa los montones de cantos que abundan en los altos de Sedano para refugio de los pastores y servir de hitos en tiempo de nieves, y es país donde quedan castros importantes, como el citado de Gredilla, con vestigios de fortificaciones, que ha suministrado muchos objetos de bronce de época ibérica.”

Apuntando en esta misma línea E. Peralta Labrador señala: 

“Detrás de ellos queda el valle burgalés de Sedano, donde se encuentra el importantísimo castro prerromano y romano de Gredilla de Sedano, que Huidobro consideró que pudiera ser la ciudad de Moroeca (946). El río Moradillo que pasa junto al anterior asentamiento, o la cercana localidad de Moradillo de Sedano, donde también existe un castro de la Segunda Edad del Hierro romanizado (947), pudiendo tener alguna relación con el nombre de Moroeca. En la misma localidad de Sedano existe un castro indígena y romano sobre la meseta que rodea el pueblo actual, emplazamiento donde Huidobro también proponía localizar Moroeca (948).”

E. Peralta Labrador plantea otra posible localización en la misma área geográfica: 

“En la entrada norte del valle de Sedano localizamos un gran castro inédito con grandes murallas. Situación estratégica inmejorable  y su gran extensión permiten relacionarlo también con una gran ciudad indígena. Se encuentra en los farallones rocosos que dominan el cañón del Ebro, entre Valdelateja y Pesquera de Ebro.”

También se ha propuesto su emplazamiento en otro poblado con el mismo topónimo: Castromorca. Un poblado dedicado a la ganadería. Está  situado a unos 7 kilómetros de Espinosa de los Monteros. Los pastos  eran aprovechados por cabras y ovejas sobre todo en verano.
Otros autores han sugerido situarla en  la comarca del Campoo (Montaña Palentina) y otros en el pueblo de Moreda de Álava  ambas opciones desvalorizadas.